# Start Me Up
«Start Me Up» — песня группы the Rolling Stones, появившаяся на их альбоме 1981 года Tattoo You. Выпущенная ведущим синглом с альбома, она добралась до первой позиции в хит-параде Australian Kent Music Report, второго номера на Billboard Hot 100 и седьмого на UK Singles Chart.

## Написание и запись
Базовый трек «Start Me Up» был записан в марте и январе во время сессий Rolling Stones для альбома Some Girls. Песня начиналась с регги-рок трека, под названием «Never Stop», но после множества попыток она была отброшена. «Start Me Up» не была выбрана для альбома и была сохранена для дальнейшего использования. Ричардс прокомментировал:
Это была одна из тех вещей, которую мы записывали много раз; одну из тех вещей вы можете слушать бесконечно, даже находясь на студии. Двадцать минут проходят, а ты всё ещё на этих двух аккордов ... Иногда ты начинаешь осознавать тот факт, что "Оу, это наша "Brown Sugar" снова, так что ты начинаешь исследовать другие ритмические возможности. Методом проб и ошибок. Как я и говорил она была построена на регги-ритме в течение нескольких недель. Мы записывали её для альбома Emotional Rescue, но нам это никак не удавалось, так что мы отложили её и почти забыли о ней.

## Выпуск
«Start Me Up» добрался до седьмой позиции на UK Singles Chart в сентябре 1981 года и стал последней песней Rolling Stones попавшей в десятку лучших песен в британском хит-параде. В Австралии песня добралась до вершины хит-парада в ноябре 1981 года.

В Соединённых Штатах «Start Me Up» продержался три недели на второй позиции в хит-параде Billboard Hot 100 в октябре и ноябре 1981 года.

## Участники записи
The Rolling Stones
- Mick Jagger – основной вокал, бэк-вокал
- Keith Richards –  электрогитара
- Ronnie Wood – электрогитара
- Bill Wyman –  бас-гитара
- Charlie Watts – ударные

Приглашённые музыканты
- Michael Carabello – cowbell
- Barry Sage – хлопки

## Хит-парады

### Недельные хит-парады
| Хит-парад (1981)                   | Лучшая позиция |
| ---------------------------------- | -------------- |
| Австралия (Kent Music Report)      | 1              |
| Австрия (Ö3 Austria Top 40)        | 14             |
| Бельгия/Фландрия (Ultratop 50)     | 7              |
| Канада (RPM Top Singles)           | 2              |
| Германия (GfK)                     | 36             |
| Ирландия (IRMA)                    | 11             |
| Italy (Hit Parade Italia)          | 43             |
| Нидерланды (Single Top 100)        | 5              |
| Новая Зеландия (Recorded Music NZ) | 33             |
| Норвегия (VG-lista)                | 8              |
| Швеция (Sverigetopplistan)         | 14             |
| Швейцария (Schweizer Hitparade)    | 5              |
| Великобритания (OCC UK Singles)    | 7              |
| США (Billboard Hot 100)            | 2              |

### Хит-парады (за всё время)
| Хит-парад (1958—2018) | Позиция |
| --------------------- | ------- |
| US Billboard Hot 100  | 598     |

### Сертификация
| Регион                                                                      | Сертификация | Продажи |
| --------------------------------------------------------------------------- | ------------ | ------- |
| Италия (FIMI)                                                               | Золотой      | 25 000  |
| Великобритания (BPI)                                                        | Платиновый   | 600 000 |
| Данные о продажах + прослушиваниях приведены только на основе сертификации. |              |         |

## Коммерческое использование
Использовался в рекламном ролике для Windows 95.